# Mountbatten-Windsor

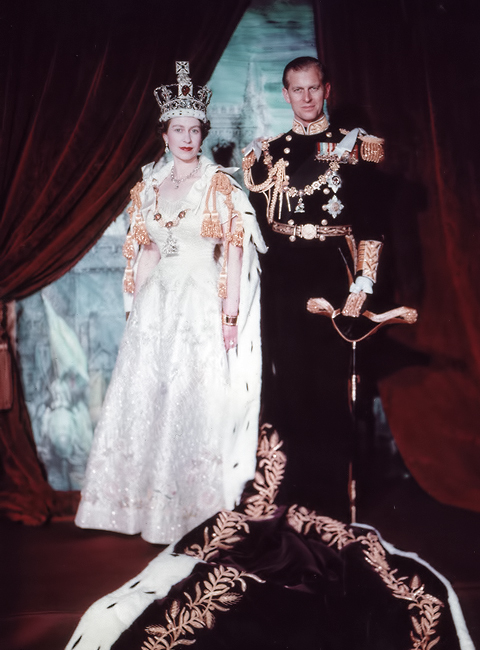
Elisabet II i el Príncep Felip

Mountbatten-Windsor és el cognom personal dels descendents de la Reina Elisabet II del Regne Unit i el Príncep Felip d'Edimburg:
- Príncep Carles de Gal·les i la seva esposa Duquessa Camil·la de Cornualla.
  - Príncep Guillem de Cambridge i la seva esposa Duquessa Caterina de Cambridge.
  - Príncep Enric de Sussex.
- Príncep Andreu de York.
  - Princesa Beatriu de York.
  - Princesa Eugenia de York.
- Príncep Eduard d'Edimburg i la seva esposa Duquessa Sofia de Wessex.
  - Jaume Windsor, Comte de Severn.
  - Lluïsa Windsor.
- Princesa Anna, Princesa Reial.[N 1]